# Chiesa di Sant'Ambrogio (Lugano)
La chiesa di Sant'Ambrogio è un edificio religioso barocco che si trova nel quartiere di Barbengo, a Lugano.

## Storia
La prima menzione della chiesa risale al 1180. In quell'epoca nell'area, allora chiamata Premona, sorgeva un castello, abbattuto entro il 1420, del quale rimangono diversi reperti (massi coppellati, alcune tombe e asce). Il suo aspetto attuale, tuttavia, è per lo più settecentesco: la ricostruzione fu effettuata fra il 1747 e il 1769, anni menzionati nei documenti per altrettante visite partorali. Della chiesa tardomedievale, tuttavia, rimangono ancora alcune porzioni. Il campanile, restaurato nel 1966, fu eretto da Costantino Papa nel 1883. Il progetto era di Costantino Maselli.